# Klaus-Ernst Behne
Klaus-Ernst Behne (* 29. Juni 1940 in Uelzen; † 9. August 2013 in Hannover) war ein deutscher Professor der Musikwissenschaft mit dem Schwerpunkt Musikpsychologie.

## Leben
Klaus-Ernst Behne studierte Schulmusik, Musikwissenschaft, Psychologie und Physik in Freiburg im Breisgau, Bonn und Hamburg. Er gehörte zu einer Gruppe junger Musikwissenschaftler um Hans-Peter Reinecke (1927–2003) – neben Klaus-Ernst Behne auch Helga de la Motte-Haber, Ekkehard Jost, Günter Kleinen und Eberhard Kötter. Als Reinecke 1964 den Auftrag erhielt, am Staatlichen Institut für Musikforschung der Stiftung Preußischer Kulturbesitz die Abteilung für musikalische Akustik aufzubauen, nahm er vier der oben genannten inklusive Klaus-Ernst Behne (ab 1967) als wissenschaftliche Assistenten bzw. Mitarbeiter mit nach West-Berlin. Behne gründete dort die (west-)deutsche Redaktion des Internationalen Repertoriums der Musikliteratur (RILM).
1972 wurde Klaus-Ernst Behne mit seiner empirischen Studie Der Einfluß des Tempos auf die Beurteilung von Musik in Hamburg promoviert.
1972 bis 1975 war er wissenschaftlicher Assistent an der Pädagogischen Hochschule Bielefeld und danach für zwei Jahre Professor für Systematische Musikwissenschaft an der Musikhochschule Detmold. 1977 folgte er einem Ruf auf die deutschlandweit erste und auch bisher einzige Professur für Musikpsychologie an der Hochschule für Musik und Theater Hannover, die er bis 2004 innehatte. 1997 bis 2003 war er außerdem Präsident der gleichen Hochschule.
Im August 2013 verstarb Behne nach längerer Krankheit in Hannover und wurde auf dem Friedhof in Schloss Ricklingen beigesetzt. Er hinterließ seine Ehefrau sowie einen Sohn und eine Tochter.

## Schaffen
Klaus-Ernst Behne ist zusammen mit Helga de la Motte-Haber und Günter Kleinen Mitbegründer der „Deutschen Gesellschaft für Musikpsychologie“ (DGM) und war ab 1984 Mitherausgeber des Jahrbuchs Musikpsychologie für die Bände 1 bis 18; er war auch langjährig Vorsitzender dieses gemeinnützigen Vereins. Diese Funktion hatte er zuvor beim „Arbeitskreis Musikpädagogische Forschung“ (AMPF) inne. Insbesondere galt sein Forschungsinteresse dem Musikgeschmack, dem Musik-Erleben und der alltäglichen Nutzung von Musik. Seine 1986 als Buch veröffentlichte Querschnittstudie Hörertypologie wird von vielen Forschern als ein Meilenstein für die Erforschung von Musikpräferenzen und die vielfältigen Funktionen von Musik im Alltag angesehen. Unmittelbar im Anschluss führte er von 1991 bis 1997 die bis heute weltweit einzige Langzeitstudie zur Entwicklung musikalischer Vorlieben bei Jugendlichen durch. Diese wurde im Jahr 2009 unter dem Titel Musikerleben im Jugendalter. Eine Längsschnittstudie in Buchform veröffentlicht.
Interessiert war er ebenfalls an der Erforschung der besonderen Wahrnehmungsanforderungen durch zeitgenössische Musik sowie der musikalischen Kreativität, der Synästhesie und der audio-visuellen Musikwahrnehmung. Seine Lehrfilme zur Beeinflussung des Hörurteils durch das sichtbare Auftrittsverhalten von Musikern (Musiker auf dem Bildschirm), bei denen er sich das Double-Verfahren zu Nutze machte, sowie solche zur Wahrnehmung von und Erinnerung an Musik in (Klassik)-Musikvideos bzw. zur Veränderung der bildlichen Wahrnehmung durch verschiedene Filmmusikversionen wurden von einer Vielzahl von empirischen Studien und theoretischen Modellen begleitet, dokumentiert beispielsweise in den Büchern Film – Musik – Video oder die Konkurrenz von Auge und Ohr (1987), Gehört – gedacht – gesehen. Zehn Aufsätze zum visuellen, kreativen und theoretischen Umgang mit Musik (1994) sowie Musik fürs Auge – ein Jahrzehnt Forschung zu (Klavier-)Musik auf dem Bildschirm (2010).
1993 gründete er gemeinsam mit seinen professoralen Hochschulkollegen Franz Amrhein (1935–2012) und Karl-Jürgen Kemmelmeyer (geb. 1943) das „Institut für Musikpädagogische Forschung“ (ifmpf) der Hochschule für Musik, Theater und Medien Hannover (HMTMH), beginnend mit einem Experimentallabor für Musikpsychologie. 1994 war er Autor der von ihm mitbegründeten Reihe der IfMpF-Forschungsberichte. Zusätzlich unterstützte er 2000 als damaliger Hochschulpräsident die Gründung des „Instituts für Früh-Förderung musikalisch Hochbegabter“ und arbeitete nach seiner Emeritierung im Vorstand des Alumni-Vereins der Hochschule mit.
Kollegen beschreiben Klaus-Ernst Behne als hoch engagierten, offenen, bisweilen jedoch auch überkorrekten Wissenschaftler, jedoch stets humorvolle, liebenswerte Person und großen Menschenfreund: Seiner durch und durch humanen Haltung zu Kultur und Menschen entsprach es, Impulse an Menschen zu geben und ihre Wahrnehmung und Entwicklung zu fördern, wobei jeder dazu eingeladen werden sollte, Verantwortung für Kultur zu übernehmen.
Als Wissenschaftler an einer Musikhochschule war er stets der lebendigen Kunstproduktion verbunden, begeisterte sich vor allem für Jazz und musikalische Avantgarde, setzte sich selbst bisweilen selbst an sein Hauptinstrument Klavier, wie in seinen Lehrfilmen dokumentiert (dort allerdings als Double!), war als Fotograf höchst produktiv und originell und erlernte auch noch nach seiner Pensionierung ein neues Instrument. Für und mit der „Hannoverschen Gesellschaft für Neue Musik“ (HGNM) organisierte Behne Konzerte und wirkte an der Gestaltung der Programmhefte maßgeblich mit, wobei ihn weder eine Vermischung der Künste noch neue Darbietungsformen jenseits des traditionellen Konzerts wie Konzerte in einem völlig verdunkelten Raum (Concert surprise noir), die Vertonung eines Stummfilms in mehreren Versionen (Meshes of the Afternoon [1943] von Maya Deren) oder Klanginstallationen schreckten (bspw. die Klanginstallation Klang Bewegung Raum von Walter Fähndrich im Sommer 1990 in den Herrenhäuser Gärten in Hannover). In seinem langjährigen Wohnort Schloß Ricklingen (Garbsen) war er 1984 Mitbegründer eines Kammerchors und jahrelang ehrenamtlich sein Chorleiter. Zudem setzte er sich für den Bau einer neuen Orgel ein.
Zu seinen Doktoranden gehören Andreas C. Lehmann, derzeit Professor an der Hochschule für Musik Würzburg, Claudia Bullerjahn, derzeit Professorin am Institut für Musikwissenschaft und Musikpädagogik der Justus-Liebig-Universität Gießen, Jörg Langner, Begründer der Firma AudioProfiling als Spin-off der Humboldt-Universität zu Berlin, und Johannes Barkowsky, derzeit Musiklehrer an einer bayerischen Realschule, er war jedoch auch einflussreich für seine damaligen Detmolder Schulmusikstudierenden Heiner Gembris, derzeit Professor für empirische und psychologische Musikpädagogik und Leiter des Instituts für Begabungsforschung in der Musik an der Universität Paderborn, und Josef Kloppenburg, derzeit Professor für Musik und ihre Didaktik an der Pädagogischen Hochschule Karlsruhe.

## Auszeichnungen
- 2006: Ehrenmitgliedschaft der Deutschen Gesellschaft für Musikpsychologie
- 2010: Kulturpreis der Stadt Garbsen

## Publikationen (Auswahl)
- Der Einfluß des Tempos auf die Beurteilung von Musik (Diss.). Verlag Arno Volk, Köln 1972 (= Veröffentlichungen des Staatlichen Institutes für Musikforschung Preußischer Kulturbesitz Bd. 7)
- Musikalische Sozialisation (Hrsg.). Laaber: Laaber-Verlag, 1981 (Musikpädagogische Forschung, 2).
- Klaus-Ernst Behne, Günter Kleinen, Helga de la Motte-Haber (Hrsg.): Musikpsychologie. Jahrbuch der Deutschen Gesellschaft für Musikpsychologie, Bd. 1–12, Wilhelmshaven: Noetzel 1984–1995, Bd. 13–18, Göttingen: Hogrefe 1998 ff. (seit Bd. 19 hg. von W. Auhagen, C. Bullerjahn & R. von Georgi bzw. C. Louven)
- Hörertypologien – Zur Psychologie des jugendlichen Musikgeschmacks. Gustav Bosse Verlag, Regensburg 1986 (= Perspektiven zur Musikpädagogik und Musikwissenschaft Bd. 10), ISBN 978-3-7649-2324-2
- Musikerleben im Jugendalter. Eine Längsschnittstudie. Con Brio Verlag, Regensburg 2009, ISBN 978-3-932581-96-0